# Drogas enteogénicas y registro arqueológico

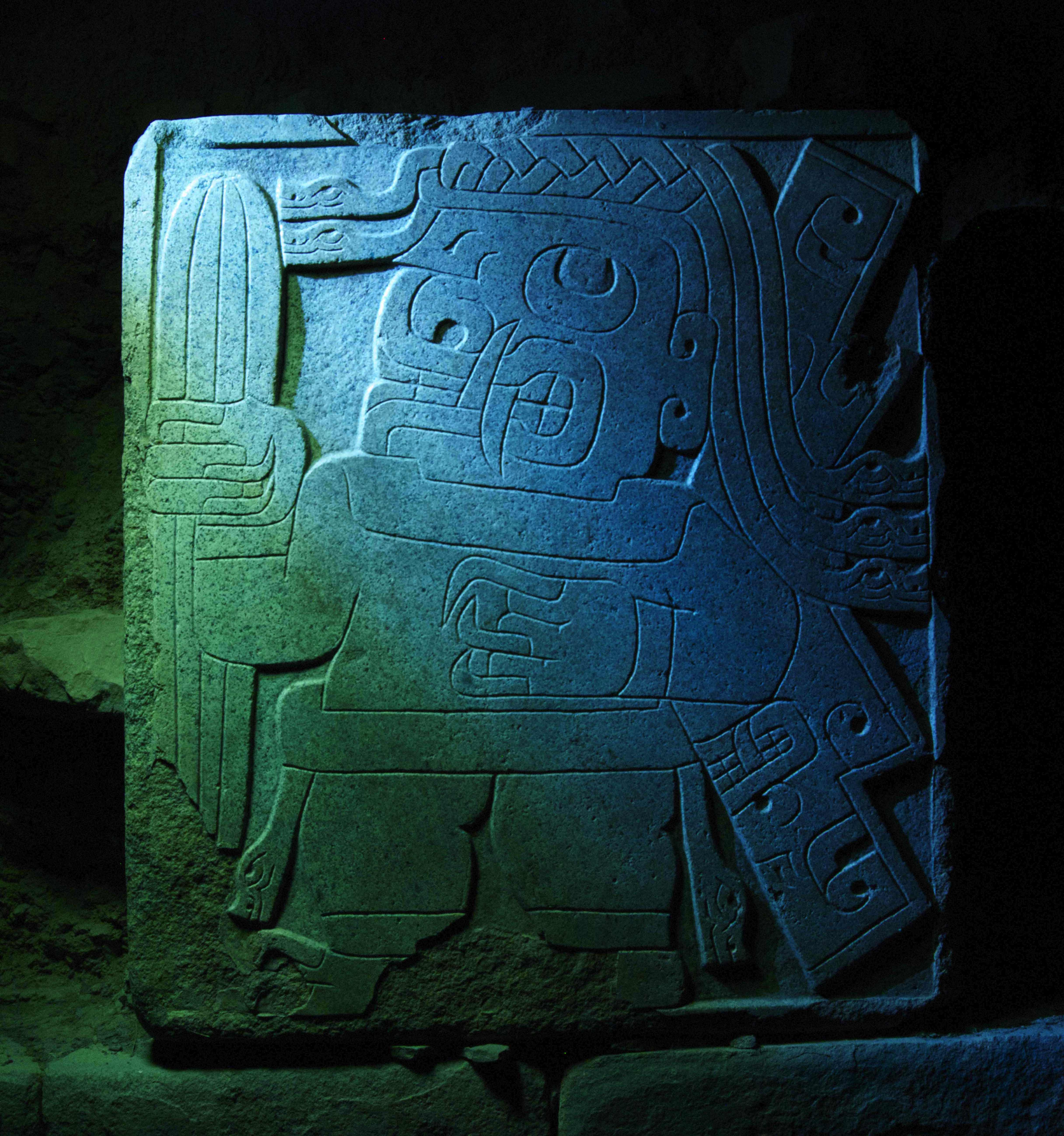
Estela del Portador del cactus enteógeno San Pedro en la Plaza Circular del centro ceremonial Chavín de Huántar.

La relación de la humanidad con las drogas enteogénicas es larga y tiene variados y múltiples registros en la arqueología. Las drogas enteogénicas han sido utilizadas por diversos grupos durante miles de años. Existen numerosos informes históricos, así como informes modernos contemporáneos de grupos indígenas que usan enteógenos. Sin embargo, hay mucho debate acerca de qué papel han desempeñado los enteógenos en las sociedades antiguas y qué sociedades han hecho uso de enteógenos.

## Problemas en el registro arqueológico
Hay varios problemas con la identificación de drogas enteogénicas dentro de una sociedad antigua.
- Identificación de una sustancia enteogénica. ¿Se fumaba? ¿Se ingería?
- Prueba de inspiración enteogénica en artefactos. ¿El artefacto da pruebas directas del consumo de drogas para fines enteogénicos

### Registros etnográficos
Existen culturas tradicionales contemporáneas que siguen usando sustancias psicotrópicas con fines religiosos que pueden dar orientaciones acerca del uso ancestral. Algunas de estas culturas son los chamanes de Siberia (que emplean el hongo matamoscas para inducir alucinaciones), los huicholes de México (que utilizan cactus Peyote), los curanderos de la mesa norteña en Perú (que utilizan el cactus San Pedro), las tribus de la región del Putumayo en la Amazonia suramericana (que utilizan ayahuasca o yagé) y los rastafaris del Caribe (que usan la marihuana).

## En América
El uso mesoamericano de drogas enteogénicas es el más icónico en la conciencia popular. Los mayas, olmecas, aztecas poseían complejos enteogénicos bien documentados.
Las culturas indígenas de América del Norte tenían también una larga tradición en el uso de drogas rituales.

### Enteógenos olmecas
Los olmecas (1200 a 400 a. C.) vivieron en Mesoamérica y son considerados por muchos como la cultura madre de los mayas y aztecas. Los olmecas no dejaron obras escritas de sus estructuras y creencia, por lo que muchas interpretaciones sobre las creencias olmecas se basan en gran medida en la interpretación de los murales y artefactos. Los arqueólogos fueron conducidos a creer que los olmecas utilizaron enteógenos por tres razones:
- Entierros de sapos bufo acompañando a sus sacerdotes.
- El uso posterior de enteógenos en culturas bajo la influencia directa de la civilización olmeca.
- Esculturas de chamanes y otras figuras fuertemente teriantrópicas.

### Enteógenos mayas
Los mayas (250 a. C. a 900 d. C.) florecieron en Mesoamérica y fueron prevalentes, incluso hasta la llegada de los españoles. La tradición religiosa maya es muy compleja y muy bien desarrollada. A diferencia de los olmecas, los mayas tienen textos religiosos que han sobrevivido hasta el día de hoy. La religión maya muestra la característica mitología mesoamericana, con un fuerte énfasis en un individuo que es un comunicador entre el mundo físico y el mundo espiritual. Efigies de setas de piedra, del 700 d. C., dan pruebas de que las setas eran veneradas por lo menos en una forma religiosa. La evidencia más directa del uso moderno maya de enteógenos proviene de los descendientes de los mayas, los cuales usan drogas enteogénicas hasta hoy.

### Enteógenos mexicas

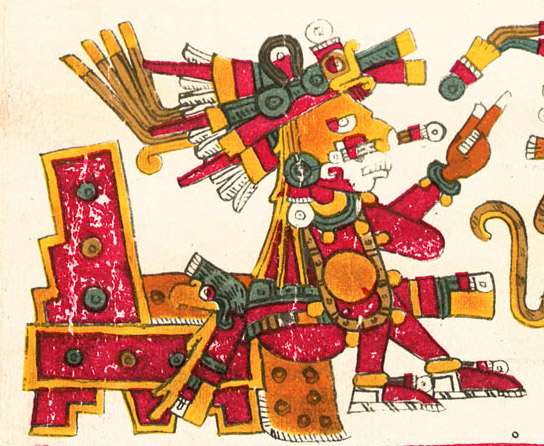
Xochipilli, representación en el Códice Borgia.

El complejo enteogénico mexica está muy bien documentado. A través de datos históricos, hay evidencias de que los mexicas utilizaron varios tipos de drogas psicoactivas. Estos medicamentos incluyen ololiuqui (la semilla de Rivea corymbosa), teonanácatl (traducido como ‘seta de los dioses’, un hongo psilocybe) y sinicuichi (una flor añadida a las bebidas). La estatua de Xochipilli, de acuerdo con Wasson, presenta varias plantas enteogénicas. Este mismo autor ha sugerido que la categoría péyotl es el origen etimológico de la palabra mexicana piule, utilizada en la actualidad para referirse a los enteógenos y a la embriaguez visionaria en general.
Otras pruebas del uso de enteógenos por los mexicas vienen del Códice Florentino, una serie de 12 libros que describen vívidamente el uso de drogas enteogénicas dentro de la cultura y de la sociedad mexica.
Tras la imposición forzosa del catolicismo en América, los mexicas siguieron practicando el uso de enteógenos pero bajo máscara cristiana.

### Uso de enteógenos en América del Norte
Hay varios grupos indígenas contemporáneos que utilizan enteógenos especialmente los nativos americanos del suroeste de los Estados Unidos. Diversas tribus de California son conocidos por el uso de bebidas alcohólicas fuertes, así como Peyote, a fin de lograr visiones y experiencias religiosas.
La Iglesia nativa americana (en inglés: Native American Church) es una religión nativa americana que enseña una combinación de las creencias tradicionales de los nativos estadounidenses y el cristianismo, con el uso sacramental del enteógeno peyote.
Un fraile franciscano fue el primer blanco que describió el efecto de este cactus y el uso sagrado que le daban los indígenas. Este conocido misionero de la época colonial lo detalló de esta forma:

Ay otra yerva que se llama peiotl... hazese hazia la parte del norte: los que la comen o beben ven visiones espantosas o de risas, dura este emborrachamiento dos o tres días y después se quita. Es como un manjar de los chichimecas que los mantiene y da ánimo para pelear y no tener miedo, ni sed ni hambre y dicen que los guarda de todo peligro.
 Franciscano fray Bernardino de Sahagún, 1560

### Uso de enteógenos en América del Sur

#### Enteógenos en la Cultura Llolleo
Es muy común encontrar pipas de cerámica o de piedra en sitios de la Cultura Llolleo, una cultura del Chile prehispánico, lo que permite inferir acerca del uso de sustancias alucinógenas como parte de los rituales de esta sociedad. De hecho, se han encontrado sitios arqueológicos que podrían corresponder a lugares ceremoniales donde se reunía una gran cantidad de personas y en donde el uso de las pipas jugó un rol central, a juzgar por la gran cantidad de estos implementos encontrados en esos lugares.

#### Enteógenos en la tradición Bato
En relación con hallazgos arqueológicos de la Tradición Bato,(Chile) se encontraron pipas, las que solían tener forma de “T” invertida. Muchas de estas sociedades usaba alucinógenos en sus prácticas rituales, importadas desde el Planalto Brasileiro de donde eran originarias.[cita requerida]

#### Uso de enteógenos en los atacameños
El "segundo periodo" atacameño es decir, entre 900 y 1200, muestra el empleo de una alfarería negra pulida, la influencia de la cultura del Tiahuanaco o Tiwanaku, el empleo de las tabletas para aspirar alucinógenos, principalmente el cebil y cacto " san pedro "  con figuras esculpidas de hombres, cóndores y felinos y el uso del tembetá (palabra de origen guaraní) o adorno labial. El uso de alucinógenos o "enteógenos", como en todas las otras etnias originarias de América antes de la conquista europea, era ritual, es decir únicamente se podían consumir en muy específicas situaciones, por ejemplo cuando un chamán debía intentar hacer una adivinación poniéndose en contacto -según creían- con los dioses.

#### Uso de enteógenos en las culturas originarias en Perú
La evidencia más antigua de uso de enteógenos en los andes peruanos se encuentra en la Cueva de Guitarrero en la región Áncash, con restos arqueobotánicos de aproximadamente 10 600 años AP del cactus San Pedro encontrados por el arqueólogo Thomas Lynch. Posteriormente, en sitios como Las Aldas la arqueóloga Rosa Fung también encontró restos arqueobotánicos de San Pedro en la década de 1960, que contiene el alcaloide psicoactivo mescalina.
Ya en el periodo denominado Formativo Tardío u Horizonte Temprano, desde el 1500 a. C. hasta el 500 a C., al parecer el uso del cactus fue más difundido en culturas como Chavin y Cupisnique, evidenciado tanto en las cerámicas y esculturas en piedra de la época. Del mismo periodo, también hay dibujos representando al cactus San Pedro sobre los textiles del sitio Karwa, asociado a la cultura Chavin.
Posteriormente, en el periodo Intermedio Temprano, en culturas como Moche y Nazca el uso del cactus se muestra en varias cerámicas de la época. El antropólogo Douglas Sharon publicó un trabajo sobre el material cultural en donde se encuentra la representación del cactus San Pedro en los objetos cerámicos y de piedra de las culturas mencionadas. Adicionalmente a  la representación directa de la especie botánica, muchas de las cerámicas muestran a los animales de poder o aliados así como la transformación chamánica de los especialistas rituales.
En el centro ceremonial Chavín de Huántar una estela de piedra con el cactus en su iconografía fue hallada por el arqueólogo peruano Luis Lumbreras en las excavaciones a inicios de la década de 1970 en la denominada Plaza Circular. Se asume que el San Pedro fue usado aquí en la liturgia que reunía a la casta sacerdotal y creyentes locales y foráneos.
El cactus de San Pedro se utiliza hasta el presente como parte del curanderismo norteño, especialmente en los rituales de la mesa norteña de la costa y sierra norte de Perú, y el sur de Ecuador. Desde el 14 de noviembre de 2022, esta tradición de uso es Patrimonio Cultural de la Nación en Perú.

#### Calcu mapuche
El Calcu al igual que la Machi también puede tener clientes, pero los clientes del Calcu pueden pedirle ayuda para tomar venganza o hacer daño a otras personas, a menudo a raíz de situaciones de celos. Se dice que los calcu (persona) pueden asumir tres funciones: Kalkutufe, Dawfe y Choñchoñ; y si son poderosos pueden realizarlas todas simultáneamente. Los calcu merodearían por los cementerios para apoderarse del pillü (fantasma del muerto reciente), con el propósito de utilizarlo en sus hechizos del calcutun. Esto último es uno de los motivos de la realización del Aun (Ritual funerario), para evitar la acción de los Calcus.
El Calcu además utilizaría numerosas pócimas, destacando el kalku-mamüll también conocido como latúe, latuy; que significa "el mortífero" o "la tierra de los muertos". conocido con el pelativo español de "árbol de los brujos", "palo mato" o "palo de brujos", y conocido actualmente con la nomenclatura científica actual Latua pubiflora. esta planta se caracteriza por ser un alucinógeno clásico de la etnología mapuche.

### Enteógenos en el Caribe precolombino
También los taínos en el Caribe se valían, durante el rito de la cohoba, del uso de una sustancia alucinógena derivada del tamarindo macho y de una mezcla de caracoles. Este ritual es muy similar al practicado por grupos indígenas de la selvas de Venezuela, donde esta sustancia se conoce como ebena o yopo.

## Europa

### Paleolítico
Durante el Paleolítico, hay amplia evidencia del uso de drogas como se puede ver en conservas y restos botánicos en sus coprolitos. Algunos estudiosos sugieren que el entierro floral de la Cueva Shanidar (un sitio Paleolítico en Irak) muestra evidencia del Ritual de la Muerte chamanista, pero esto sigue siendo objeto de debate. La evidencia más directa que tenemos del paleolítico, como obra, proviene de Tassili n'Ajjer, Argelia. De esta región, hay varias imágenes teriantrópicas en las que se retrata al pintor y animales alrededor de él. Una imagen, en particular, muestra a un hombre que se ha unido en una forma común con un hongo.
Hay varios sitios que muestran imágenes teriantrópicas del Paleolítico. Sin embargo, aún se debate el hecho de que sitios como Lascaux o Chauvet fueron inspirados enteogenicamente.

## Psicoactivos y principales religiones del mundo
Existen varios informes de que la Biblia y los Vedas tienen varias referencias a drogas enteogénicas. Aunque la mayoría de los estudiosos rechazan estas alegaciones, son aceptados por muchos grupos marginales.

### Maná y setas
Algunos investigadores especulan que el Maná, el alimento que cosecharon las tribus de Israel, fueron en realidad drogas enteógenas.

Y cuando el rocío que se había ido a sentar, he aquí, sobre la faz de la naturaleza existe establecer una pequeña cosa redonda, tan pequeño como el Hoar, heladas sobre el terreno. Y cuando los hijos de Israel se vieron, dijeron uno a otro, es el maná: porque ellos no sabían lo que era. Y Moisés les dijo: Este es el pan que el Señor ha dado de comer.
Libro del Éxodo 16:14

Algunos apuntan a las similitudes de Psilocybe y la descripción bíblica del maná como prueba.

### Soma y setas
En el Rig-veda (el texto más antiguo de la India, de mediados del II milenio a. C.).
ha habido mucha especulación sobre la naturaleza del soma, el alimento de los dioses. A continuación se muestra un pasaje de los Vedas:

Hazme inmortal en ese reino donde la felicidad y transportame adonde la alegría y la felicidad se combinan...
Rig-veda

Estudiosos como R. G. Wasson sugieren que el soma es la Amanita muscaria, un hongo comúnmente utilizado por los chamanes de Siberia.